# Fußball-Regionalliga (Österreich)
Die Fußball-Regionalliga ist die dritthöchste Leistungsstufe in der österreichischen Fußballmeisterschaft im Männer-Fußball. Sie gliedert sich in drei gleichrangige „regionale“ Ligen (Regionalliga Ost, Regionalliga Mitte und Regionalliga West).
Die Regionalliga Ost umfasst die Bundesländer Wien, Niederösterreich und Burgenland.
Zur Regionalliga Mitte gehören die Bundesländer Steiermark, Kärnten, Oberösterreich und das Gebiet von Osttirol.
Zur Regionalliga West gehören die Bundesländer Salzburg, Tirol (ohne Osttirol) und Vorarlberg.
Zwei der drei Regionalliga-Meister steigen in die 2. Liga auf, wobei es einen Direktaufsteiger sowie ein Play-off zwischen den beiden verbleibenden Meistern um den zweiten Aufstiegsplatz gibt. Je nach der Anzahl der Absteiger aus der 2. Liga in die jeweilige Regionalliga steigen jeweils zwei bis vier Vereine aus der Regionalliga in die vierthöchste Spielklasse, die nach den Grenzen der österreichischen Bundesländer strukturierte Landesliga, ab, während aus den Landesligen der jeweilige Meister in die Regionalliga aufsteigt.

## Aufstiegsmodus
Ab der Saison 2014/15 gab es nach einem Beschluss des ÖFB-Präsidiums zwei Fixaufsteiger aus den Regionalligen in die Erste Liga. Dabei stieg einer der drei Meister der Regionalligastaffeln als Direktaufsteiger in die zweithöchste österreichische Spielklasse auf, während die beiden verbleibenden Regionalliga-Meister den zweiten Aufsteiger in einem Play-off ermittelten. Der Direktaufsteiger wurde in einem Rotationsmodus jährlich von einer anderen Regionalliga gestellt. Die Reihenfolge war dabei wie folgt ausgelost worden:
- 2014/2015: Meister der Regionalliga West
- 2015/2016: Meister der Regionalliga Ost
- 2016/2017: Meister der Regionalliga Mitte

Seit der Ligareform 2018/19 sind Amateurteams von Bundesligavereinen für die 2. Liga wieder aufstiegsberechtigt, wobei maximal drei in dieser Liga spielen dürfen und steigen seit Wiedereinführung der Regionalliga West 2023/24, Voraussetzung Zulassung durch die Bundesliga, die Meister der nunmehr wieder drei Regionalligen in die 2. Liga auf. Sollte sie nicht erteilt werden, steigen die Zweiten, erteilt die Bundesliga ihnen die Zulassung, auf.

## Geschichte
| Saison                                                           | Meister | Meister        | Meister        | Meister |
| Saison                                                           |         | Tauernliga TL1 | Tauernliga TL1 |         |
| ---------------------------------------------------------------- | ------- | -------------- | -------------- | ------- |
| 1949/50                                                          |         | Villacher SV   | Villacher SV   |         |
| TL1 In der Tauernliga spielten Vereine aus Kärnten und Salzburg. |         |                |                |         |

Mit der Umwandlung der Ersten Klasse in die Liga A in der Saison 1949/50, die erstmals seit Kriegsende wieder als Profiliga konzipiert war, kam es auch zu einer Änderung der Klasseneinteilung im Amateurfußball: Am Ende der einzelnen Meisterschaften in den Bundesländern wurde eine Aufstiegsrelegation zwischen den Landesmeistern aus dem Burgenland, Oberösterreich, Niederösterreich, der Steiermark, Vorrundenrelegation der Landesmeister aus Tirol oder Vorarlberg und der Tauernliga (Kärnten und Salzburg) in zwei Dreier-Gruppen gespielt. Der Erstplatzierte aus diesen Dreier-Gruppen war für die Staatsliga A qualifiziert, der Zweitplatzierte für die Staatsliga B und der letzte musste wieder in seiner Landesliga spielen. Der Meister der Wiener Liga war direkt aufstiegsberechtigt. In der folgenden Übergangssaison 1950/51 wurde die Liga B (auch Staatsliga B) geschaffen. Diese erstreckte sich geografisch auf das Burgenland, Niederösterreich, Oberösterreich, die Steiermark, Tirol und Wien, Vereine aus Kärnten, Salzburg und Vorarlberg konnten sich nicht qualifizieren.
| Saison | Meister           | Meister               | Meister               | Meister                 |
| Saison | Staatsliga B SLB2 | Tauernliga TL2        | Tauernliga TL2        | Arlbergliga AL2         |
| --- | ----------------- | --------------------- | --------------------- | ----------------------- |
| 1950/51 | 1. Simmeringer SC | Klagenfurter AC       | Klagenfurter AC       | SC Schwarz-Weiß Bregenz |
| 1951/52 | VfB Union Mödling | Salzburger AK 1914    | Salzburger AK 1914    | SC Schwarz-Weiß Bregenz |
| 1952/53 | Wiener Sport-Club | SV Austria Salzburg   | SV Austria Salzburg   | Innsbrucker AC          |
| 1953/54 | Kapfenberger SV   | WSG Radenthein        | WSG Radenthein        | SC Schwarz-Weiß Bregenz |
| 1954/55 | SK Sturm Graz     | SK Austria Klagenfurt | SK Austria Klagenfurt | FC Dornbirn 1913        |
| SLB2 In der Staatsliga B spielten 1950/51 Vereine aus Niederösterreich, Oberösterreich, der Steiermark, Tirol und Wien. Ab der nächsten Saison stiegen die Tiroler Vereine in die Arlbergliga um und Vereine aus dem Burgenland spielten in der Liga. TL2 In der Tauernliga spielten Vereine aus Kärnten und Salzburg. AL2 In der Arlbergliga spielten Vereine aus Tirol und Vorarlberg. |                   |                       |                       |                         |

| Saison | Meister                 | Meister             | Meister              | Meister                 |
| Saison | Staatsliga B SLB3       | Tauernliga Süd TLS3 | Tauernliga Nord TLN3 | Arlbergliga AL3         |
| --- | ----------------------- | ------------------- | -------------------- | ----------------------- |
| 1955/56 | Wiener AC               | WSG Radenthein      | SK Bischofshofen     | SC Schwarz-Weiß Bregenz |
| 1956/57 | SC Olympia 33           | WSG Radenthein      | SK Bischofshofen     | SC Schwarz-Weiß Bregenz |
| 1957/58 | Linzer ASK              | WSG Radenthein      | SV Austria Salzburg  | FC Lustenau 07          |
| 1958/59 | 1. Wiener Neustädter SC | WSG Radenthein      | SV Austria Salzburg  | FC Lustenau 07          |
| SLB3 In der Staatsliga B spielten Vereine aus dem Burgenland, Niederösterreich, Oberösterreich, der Steiermark und Wien. TLS3 In der Tauernliga Süd spielten Vereine aus Kärnten. TLN3 In der Tauernliga Nord spielten Vereine aus Salzburg. AL3 In der Arlbergliga spielten Vereine aus Tirol und Vorarlberg. |                         |                     |                      |                         |

Die zweitklassigen Mannschaften aus Kärnten und Salzburg spielten bereits 1949/50 in der neu gegründeten Tauernliga und von der Saison 1955/56 bis zur Saison 1958/59 in der Tauernliga Süd für Kärnten und Tauernliga Nord für Salzburg. Ab der Saison 1950/51 bis zur Saison 1959/60 spielten auch die Klubs aus Tirol mit den Vereinen aus Vorarlberg in der Arlbergliga. Diese Ligen können als zweite Spielstufen – neben der Liga B – angesehen werden, da ihre Meister in direkten Duellen um den Aufstieg in die Liga A spielten.
| Saison | Meister               | Meister                 | Meister                  | Meister          |
| Saison | Regionalliga Ost RLO4 | Regionalliga Mitte RLM4 | Landesliga Salzburg LLS4 | Arlbergliga AL4  |
| --- | --------------------- | ----------------------- | ------------------------ | ---------------- |
| 1959/60 | 1. Schwechater SC     | SV Stickstoff Linz      | Salzburger AK 1914       | FC Dornbirn 1913 |
| RLO4 In der Regionalliga Ost spielten Vereine aus dem Burgenland, Niederösterreich und Wien. RLM4 In der Regionalliga Mitte spielten Vereine aus Kärnten, Oberösterreich und der Steiermark. LLS4 In der Landesliga Salzburg spielten Vereine aus Salzburg. AL4 In der Arlbergliga spielten Vereine aus Tirol und Vorarlberg. |                       |                         |                          |                  |

| Saison | Meister                   | Meister                 | Meister                 | Meister |
| Saison | Regionalliga Ost RLO5     | Regionalliga Mitte RLM5 | Regionalliga West RLW5  |         |
| --- | ------------------------- | ----------------------- | ----------------------- | ------- |
| 1960/61 | SK Admira Wien            | Kapfenberger SV         | Salzburger AK 1914      |         |
| 1961/62 | SC Wacker Wien            | SK Austria Klagenfurt   | SV Austria Salzburg     |         |
| 1962/63 | 1. Wiener Neustädter SC   | Kapfenberger SV         | FC Dornbirn 1913        |         |
| 1963/64 | SC Wacker Wien            | SK Sturm Graz           | FC Wacker Innsbruck     |         |
| 1964/65 | 1. Simmeringer SC         | SK Austria Klagenfurt   | SV Austria Salzburg     |         |
| 1965/66 | SC Wacker Wien            | SK Sturm Graz           | SC Schwarz-Weiß Bregenz |         |
| 1966/67 | SC Eisenstadt             | WSG Radenthein          | SV Austria Salzburg     |         |
| 1967/68 | SC Wacker Wien            | WSV Donawitz            | SV Wattens              |         |
| 1968/69 | First Vienna FC 1894      | SK VÖEST Linz           | FC Dornbirn 1913        |         |
| 1969/70 | 1. Simmeringer SC         | WSG Radenthein          | SC Schwarz-Weiß Bregenz |         |
| 1970/71 | SC Eisenstadt             | WSV Donawitz            | SK Bischofshofen        |         |
| 1971/72 | SV Admira Wiener Neustadt | SK Austria Klagenfurt   | SC Schwarz-Weiß Bregenz |         |
| 1972/73 | 1. Simmeringer SC         | WSG Radenthein          | FC Rätia Bludenz        |         |
| 1973/74 | SV Heid Stockerau         | Kapfenberger SV         | FC Dornbirn 1913        |         |
| RLO5 In der Regionalliga Ost spielen Vereine aus dem Burgenland, Niederösterreich und Wien. RLM5 In der Regionalliga Mitte spielen Vereine aus Kärnten, Oberösterreich und der Steiermark. RLW5 In der Regionalliga West spielen Vereine aus Salzburg, Tirol und Vorarlberg. |                           |                         |                         |         |

In der Saison 1959/60 kam es zur Einführung der Regionalligen Ost und Mitte und im Jahr darauf zur Einführung der Regionalliga West. Die Regionalliga zählte bis zur Saison 1973/74 als zweithöchste Liga in Österreich. Die jeweiligen Meister durften direkt in die oberste Spielklasse aufsteigen.

### Regionalliga wird drittklassig
| Saison | Meister               | Meister                                  | Meister                                  | Meister |
| Saison | Regionalliga Ost RLO6 | Regionalliga Mitte RLM6                  | Alpenliga AL6                            |         |
| --- | --------------------- | ---------------------------------------- | ---------------------------------------- | ------- |
| 1974/75 | SC Tulln              | Aufstiegsplayoff der Landesligen-Meister | Aufstiegsplayoff der Landesligen-Meister |         |
| 1975/76 | Kremser SC            | Aufstiegsplayoff der Landesligen-Meister | Aufstiegsplayoff der Landesligen-Meister |         |
| 1976/77 | ASV Kittsee           | Aufstiegsplayoff der Landesligen-Meister | Aufstiegsplayoff der Landesligen-Meister |         |
| 1977/78 | Favoritner AC         | Aufstiegsplayoff der Landesligen-Meister | USK Anif                                 |         |
| 1978/79 | SV Heid Stockerau     | Aufstiegsplayoff der Landesligen-Meister | SPG Innsbruck                            |         |
| 1979/80 | SC Neusiedl am See    | Aufstiegsplayoff der Landesligen-Meister | Salzburger AK 1914                       |         |
| RLO5 In der Regionalliga Ost spielen Vereine aus dem Burgenland, Niederösterreich und Wien. RLM6 In der Regionalliga Mitte spielten die Landesmeister aus Kärnten, Oberösterreich und der Steiermark ein Aufstiegsplayoff. AL6 Alpenliga ohne Vorarlberg. Aufstiegsplayoff ab 1977/78 zwischen der Alpenliga und Landesliga Vorarlberg. |                       |                                          |                                          |         |

In der Saison 1974/75 kam es zur Einführung der ersten und zweiten Bundesliga mit jeweils zehn Vereinen und zur Auflösung der Regionalligen West und Mitte. Um den Aufstieg in die zweite Bundesliga spielten die Meister der Landesligen aus Salzburg, Tirol, Vorarlberg, Kärnten, Oberösterreich und der Steiermark, die Relegationsspiele absolvieren mussten; der Meister der Regionalliga Ost durfte direkt aufsteigen. In der Saison 1977/78 schalteten die Bundesländer Salzburg und Tirol ihren Landesligen die Alpenliga als dritte Stufe vor.
| Saison | Meister                                  | Meister                                  | Meister                | Meister |
| Saison | Regionalliga Ost RLO7                    | Regionalliga Mitte RLM7                  | Regionalliga West RLW7 |         |
| --- | ---------------------------------------- | ---------------------------------------- | ---------------------- | ------- |
| 1980/81 | Aufstiegsplayoff der Landesligen-Meister | Aufstiegsplayoff der Landesligen-Meister | ASK Salzburg           |         |
| 1981/82 | Aufstiegsplayoff der Landesligen-Meister | Aufstiegsplayoff der Landesligen-Meister | IG Bregenz/Dornbirn    |         |
| 1982/83 | Aufstiegsplayoff der Landesligen-Meister | Aufstiegsplayoff der Landesligen-Meister | SC Kufstein            |         |
| 1983/84 | Aufstiegsplayoff der Landesligen-Meister | Aufstiegsplayoff der Landesligen-Meister | USV Salzburg           |         |
| 1984/85 | Aufstiegsplayoff der Landesligen-Meister | Aufstiegsplayoff der Landesligen-Meister | IG Bregenz/Dornbirn II |         |
| 1985/86 | VfB Mödling                              | Aufstiegsplayoff der Landesligen-Meister | SC Kufstein            |         |
| 1986/87 | VSE St. Pölten                           | Aufstiegsplayoff der Landesligen-Meister | USV Salzburg           |         |
| 1987/88 | SK Slovan Wien                           | Aufstiegsplayoff der Landesligen-Meister | FC Dornbirn 1913       |         |
| 1988/89 | ASV Austria Vösendorf                    | Aufstiegsplayoff der Landesligen-Meister | WSG Swarovski Wattens  |         |
| 1989/90 | SR Donaufeld Wien                        | Aufstiegsplayoff der Landesligen-Meister | FC Salzburg            |         |
| 1990/91 | Favoritner AC                            | Aufstiegsplayoff der Landesligen-Meister | SCR Altach             |         |
| 1991/92 | SV Oberwart                              | Aufstiegsplayoff der Landesligen-Meister | ASVÖ FC Puch           |         |
| RLO7 In der Regionalliga Ost spielten Vereine aus dem Burgenland, Niederösterreich und Wien. RLM7 In der Regionalliga Mitte spielten die Landesmeister aus Kärnten, Oberösterreich und der Steiermark ein Aufstiegsplayoff. RLW7 In der Regionalliga Wiest spielten Vereine aus Salzburg, Tirol und Vorarlberg |                                          |                                          |                        |         |

| Saison                                                                                         | Meister                 | Meister                                  | Meister                     | Meister |
| Saison                                                                                         | Regionalliga Ost        | Regionalliga Mitte                       | Regionalliga West (PO) RLW8 |         |
| ---------------------------------------------------------------------------------------------- | ----------------------- | ---------------------------------------- | --------------------------- | ------- |
| 1992/93                                                                                        | 1. Wiener Neustädter SC | Aufstiegsplayoff der Landesligen-Meister | FC Kufstein                 |         |
| 1993/94                                                                                        | ASKÖ Klingenbach        | Aufstiegsplayoff der Landesligen-Meister | SC Austria Lustenau         |         |
| 1994/95                                                                                        | Favoritner AC           | SAK Klagenfurt                           | WSG Swarovski Wattens       |         |
| 1995/96                                                                                        | SV Stockerau            | TSV Hartberg                             | SC Schwarz-Weiß Bregenz     |         |
| RLW8 Einführung eines Aufstiegs-Playoff der Landesliga-Meister mit dem Namen Regionalliga West |                         |                                          |                             |         |

In der Saison 1980/81 wurde die Regionalliga West inklusive Vorarlberg als dritte Spielklasse wieder installiert. Die Regionalliga Ost hingegen wurde von 1980/81 bis 1984/85 nicht ausgespielt und erst 1985/86 wieder eingeführt. Bis zur Saison 1995/96 hatten die Meister der Regionalligen West und Ost direktes Aufstiegsrecht in die zweite Bundesliga. Die Regionalliga Mitte hingegen wird erst seit der Saison 1994/95 wieder ausgespielt. Die Meister der Landesverbände Oberösterreich, Kärnten (mit Osttirol) und Steiermark spielten in Relegationsspielen den Aufsteiger in die zweite Liga aus.
| Saison | Meister               | Meister                 | Meister                         | Meister |
| Saison | Regionalliga Ost RLO9 | Regionalliga Mitte RLM9 | Regionalliga West RLW9          |         |
| --- | --------------------- | ----------------------- | ------------------------------- | ------- |
| 1996/97 | ASK Kottingbrunn      | SK Eintracht Wels       | SCR Altach                      |         |
| 1997/98 | SC Untersiebenbrunn   | FC Austria/VSV Kärnten  | SV Wörgl                        |         |
| 1998/99 | SC Untersiebenbrunn   | TSV Hartberg            | WSG Swarovski Wattens           |         |
| 1999/2000 | SV Mattersburg        | BSV Bad Bleiberg        | FC Lustenau 07                  |         |
| 2000/01 | ASK Kottingbrunn      | ASKÖ Pasching           | FC Lustenau 07                  |         |
| 2001/02 | Wiener Sportklub      | Kapfenberger SV         | FC Hard                         |         |
| 2002/03 | SV Schwechat          | FC Blau-Weiß Linz       | SpG WSG Wattens-FC Wacker Tirol |         |
| 2003/04 | SC-ESV Parndorf 1919  | FC Gratkorn             | SCR Altach                      |         |
| 2004/05 | FK Austria Wien II    | SC Schwanenstadt        | FC Kufstein                     |         |
| 2005/06 | SC-ESV Parndorf 1919  | TSV Hartberg            | FC Lustenau 07                  |         |
| 2006/07 | ASK Schwadorf         | SV Bad Aussee           | FC Red Bull Salzburg II         |         |
| 2007/08 | SKN St. Pölten        | 1. FC Vöcklabruck       | SV Grödig                       |         |
| 2008/09 | First Vienna FC 1894  | TSV Hartberg            | FC Dornbirn 1913                |         |
| 2009/10 | FC Waidhofen/Ybbs     | SpG WAC/St. Andrä V1    | SV Grödig                       |         |
| 2010/11 | SC-ESV Parndorf 1919  | LASK Linz II            | FC Red Bull Salzburg II         |         |
| 2011/12 | SV Horn               | Grazer AK               | WSG Wattens                     |         |
| 2012/13 | SC-ESV Parndorf 1919  | LASK Linz               | FC Liefering                    |         |
| 2013/14 | FAC Team für Wien     | LASK Linz               | SV Austria Salzburg             |         |
| 2014/15 | SC Ritzing            | SK Austria Klagenfurt   | SV Austria Salzburg             |         |
| 2015/16 | SV Horn               | FC Blau-Weiß Linz       | WSG Wattens                     |         |
| 2016/17 | First Vienna FC       | TSV Hartberg            | USK Anif                        |         |
| 2017/18 | SV Horn               | SV Lafnitz              | USK Anif                        |         |
| 2018/19 | ASK Ebreichsdorf      | Grazer AK               | FC Dornbirn 1913                |         |
| RLO9 In der Regionalliga Ost spielten Vereine aus dem Burgenland, Niederösterreich und Wien. RLM9 In der Regionalliga Mitte spielten Vereine aus Kärnten, Oberösterreich und der Steiermark. RLW9 In der Regionalliga West spielten Vereine aus Salzburg, Tirol und Vorarlberg V1 Da dem FC Pasching nach Saisonende 2009/10 13 Punkte abgezogen wurden, wurde WAC/St. Andrä Meister |                       |                         |                                 |         |

Zwischen der Saison 1996/97 und 2003/04 mussten die drei Meister der Regionalligen mit dem Vorletzten der Ersten Liga, der zweithöchsten Spielklasse Österreichs, Relegationsspiele um zwei Aufstiegsplätze durchführen. Nachdem eine Aufstockung der Ersten Liga ab der Saison 2005/06 auf zwölf Vereine beschlossen worden war (aufgrund von verweigerten Lizenz wurde jedoch zunächst noch mit zehn Vereinen weitergespielt und erst in der folgenden Saison tatsächlich auf zwölf Vereine aufgestockt), konnten die Sieger der Regionalligen wieder direkt aufsteigen. Seit der Saison 2009/10 wurden wieder Relegationsspiele der drei Regionalligen und des Neunten der Ersten Liga ausgetragen, da diese ab der Saison 2010/11 auf zehn Vereine reduziert wurde. Mit der Saison 2014/15 wurde der aktuelle Aufstiegsmodus mit einem Direktaufsteiger und einem Play-off um den zweiten Aufsteiger in die Erste Liga eingeführt.
| Saison | Meister                   | Meister                   | Meister                                                                    | Meister |
| Saison | Regionalliga Ost RLO9     | Regionalliga Mitte RLM9   | Regionalliga Westregion Eliteliga Play-off EL9                             |         |
| --- | ------------------------- | ------------------------- | -------------------------------------------------------------------------- | ------- |
| 2019/20 | abgebrochen               | abgebrochen               | S: Salzburger AK 1914 T: SV Wörgl V: Dornbirner SV EL: nicht stattgefunden |         |
| 2020/21 | Meisterschaft abgebrochen | Meisterschaft abgebrochen | Meisterschaft abgebrochen                                                  |         |
| 2021/22 | First Vienna FC           | SK Sturm Graz II          | S: TSV St. Johann T: SC Schwaz V: VfB Hohenems EL: SC Schwaz               |         |
| 2022/23 | SV Stripfing              | DSV Leoben                | S: SK Bischofshofen T: FC Kufstein V: SW Bregenz EL: SW Bregenz            |         |
| 2023/24 | SK Rapid Wien II          | ASK Voitsberg             | SV Austria Salzburg                                                        |         |
| 2024/25 | SR Donaufeld              | FC Hertha Wels            | SV Austria Salzburg                                                        |         |
| RLO9 In der Regionalliga Ost spielten Vereine aus dem Burgenland, Niederösterreich und Wien. RLM9 In der Regionalliga Mitte spielten Vereine aus Kärnten, Oberösterreich und der Steiermark. EL9 In der Eliteliga (Westösterreich) spielten Vereine aus Salzburg, Tirol und Vorarlberg |                           |                           |                                                                            |         |

In der Saison 2019/20 beschlossen die Fußballverbände aus Tirol und Vorarlberg einen neuen Modus, da vor allem die Reisekosten der Vereine zu hoch wurden, um eine Regionalliga West in derartiger Form weiterzuführen, die Salzburger müssen die Reform der neuen Eliteliga akzeptieren. Die Eliteliga wird anstelle der Regionalliga West Bundesland-intern jeweils in einer Regionalliga Salzburg, Regionalliga Tirol und Eliteliga Vorarlberg im Herbst mit jeweils 10 Vereinen ausgespielt. Die zwei besten Mannschaften dieser drei Regionalligen spielen in einem Eliteliga Play-off um den Aufstieg in die 2. Liga. Die restlichen acht Teams spielen Bundesland-intern um den Abstieg weiter.
Mit ÖFB-Präsidiumsbeschluss wurde die Regionalliga West 2023/24 wieder eingeführt.

## Vereine
Favoritner AC |
SV Gloggnitz |
Kremser SC |
SV Leobendorf |
FC Marchfeld Donauauen |
Union Mauer |
FC Mauerwerk |
SC Neusiedl am See |
SV Oberwart |
ASV Siegendorf |
FCM Traiskirchen |
TWL Elektra |
Young Violets Austria Wien |
SR Donaufeld Wien |
Wiener Sport-Club |
SC Wiener Viktoria
Deutschlandsberger SC |
Union Dietach |
FC Gleisdorf 09 |
Union Gurten |
SC Kalsdorf |
SV Lafnitz |
LASK Amateure OÖ |
ASKÖ Oedt |
Junge Wikinger Ried |
USV St. Anna |
SK Treibach |
ATUS Velden |
ASK Voitsberg |
SV Wallern |
SC Weiz |
Wolfsberger AC II